# Micrurus bernadi
Espèce
Synonymes
- Elaps bernadi Cope, 1887

Statut de conservation UICN

 LC  : Préoccupation mineure
Micrurus bernadi est une espèce de serpents de la famille des Elapidae. 

## Répartition
Cette espèce est endémique du Mexique. Elle se rencontre dans les États d'Hidalgo et de Puebla. Sa présence est incertaine au Veracruz.

## Description
L'holotype de Micrurus bernadi mesure 80,7 cm dont 9 cm pour la queue.

## Étymologie
Cette espèce est nommée en l'honneur de Santiago Bernad qui a collecté le spécimen étudié.

## Publication originale
- Cope, 1887 : Catalogue of batrachians and reptiles of Central America and Mexico. Bulletin of the United States National Museum, vol. 32, p. 1-98 (texte intégral).